# Юрга
Юрга (на руски: Юрга) е град в Русия, административен център на Юргински район, Кемеровска област. Населението на града към 1 януари 2018 е 81 759 души.

## История
Селището е основано през 1886 година, през 1949 година получава статут на град.